# Вишнева сільська рада (Оржицький район)
Вишнева сільська рада — адміністративно-територіальна одиниця у Оржицькому районі Полтавської області з центром у c. Вишневе.
Населення — 2573 особи.

## Населені пункти
Сільраді були підпорядковані населені пункти:
- c. Вишневе
- с. Іванівка
- с. Несено-Іржавець
- с. Нове
- с. Тимки
- с. Хоружівка